# Leva (fisica)

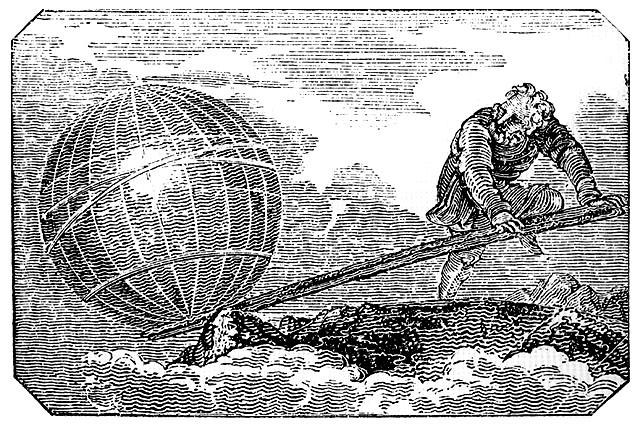
Incisione pubblicata su Mechanics Magazine, Londra, 1824.

La leva è una macchina semplice, costituita da un'asta rigida capace di muoversi attorno a un punto fisso, chiamato fulcro. Non converte l'energia, ma è in grado di moltiplicare la forza impressa, garantendo un guadagno meccanico; è un'applicazione del principio di equilibrio dei momenti.

## La condizione di equilibrio di Archimede

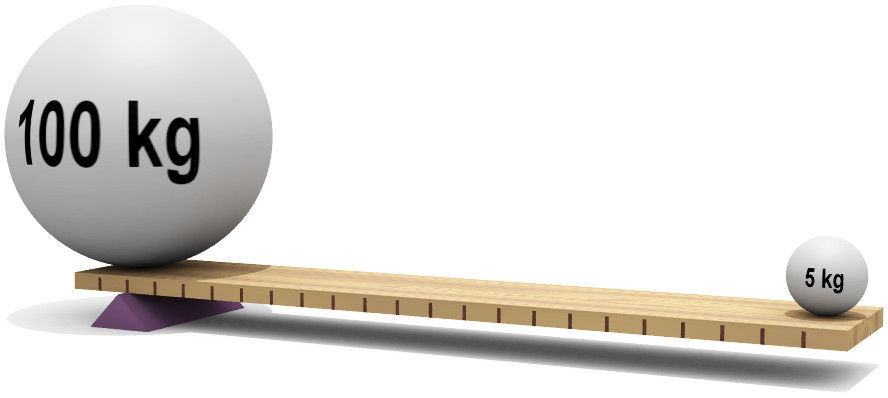
Esempio di una leva

Secondo Archimede la condizione di equilibrio si verifica quando il momento della forza motrice è uguale al momento della forza resistente, ovvero la somma vettoriale dei momenti meccanici ad essa applicati è uguale a zero, come la risultante delle forze. Poiché nella leva l'asse di rotazione è fisso e sono applicate solo due forze, è sufficiente uguagliare i due momenti:
{\displaystyle {\vec {b}}_{1}\times {\vec {F}}_{1}={\vec {b}}_{2}\times {\vec {F}}_{2}},
dove:
- {\displaystyle {\vec {F}}_{1}}e {\displaystyle {\vec {F}}_{2}}sono le forze applicate,alle estremità dell'asta[Solo nella leva di I genere]
- {\displaystyle {\vec {b}}_{1}}e {\displaystyle {\vec {b}}_{2}}sono i vettori che individuano gli estremi dell'asta, punti di applicazione delle forze.

Nel caso in cui le forze siano perpendicolari all'asta, la formula si semplifica
{\displaystyle b_{1}\,F_{1}=b_{2}\,F_{2}}
Segue che
{\displaystyle {\frac {b_{1}}{b_{2}}}={\frac {F_{2}}{F_{1}}}}
ovvero il braccio e la forza su di esso applicata sono inversamente proporzionali.

## Vantaggio meccanico

Sollevamento di un mobile con una leva

Dalla condizione di equilibrio, segue che, imprimendo all'estremità del braccio lungo della leva un movimento con una determinata forza, l'estremità del suo braccio corto si muoverà con una forza moltiplicata di un fattore b1/b2, anche se percorrerà un cammino ridotto dello stesso fattore, e viceversa se l'azione viene invece compiuta sul braccio corto. Il rapporto tra le dimensioni dei bracci determina quindi il rapporto tra forza resistente e forza da applicare.

## Classificazione delle leve
In base al rapporto tra forza resistente e forza applicata (o potenza) le leve si distinguono in tre tipi:
- vantaggiose: se la forza applicata richiesta è minore della forza resistente, ovvero se il braccio-resistenza è più corto del braccio-potenza;
- svantaggiose: se la forza applicata richiesta è maggiore della forza resistente, ovvero se il braccio-resistenza è più lungo del braccio-potenza;
- indifferenti: se la forza applicata richiesta è uguale alla forza resistente, ovvero se il braccio-resistenza è uguale al braccio-potenza.

In base alla posizione reciproca del fulcro e delle forze le leve si distinguono in:
- leve di primo genere: il fulcro è posto tra le due forze (interfulcrate); possono essere vantaggiose, svantaggiose o indifferenti;[1]

- leve di secondo genere: la forza resistente è tra il fulcro e la forza motrice (o potenza interresistente); sono sempre vantaggiose;[1]

- leve di terzo genere: la forza motrice (potenza) è tra il fulcro e la forza resistente; sono sempre svantaggiose.[1]

## Esempi di leve
La tabella seguente riporta alcuni semplici esempi di leve, indicando il fulcro, i punti di applicazione delle forze, il tipo di leva.
| Leva                          | fulcro                                 | forza resistente                                    | forza applicata             | Tipo    |
| Forbici                       | cerniera                               | oggetto da tagliare                                 | Impugnatura                 | I       |
| Tenaglia                      | cerniera                               | chiodo                                              | impugnatura                 | I       |
| Carrucola fissa               | asse centrale                          | oggetto da sollevare                                | forza fisica                | I       |
| Vanga                         | mano o coscia                          | lama con zolla                                      | altra mano                  | I       |
| Remo di barca                 | scalmo (acqua)                         | peso del remo (scalmo)                              | muscolare                   | I (II)  |
| Pagaia doppia (remo da kayak) | acqua                                  | la propria massa sulla chiglia                      | la sommatoria delle mani    | I o III |
| Articolazione del capo        | articolazione                          | peso del capo                                       | muscoli splenici posteriori | I       |
| Mantice                       | ugello                                 | sacca d'aria                                        | impugnatura                 | II      |
| Carriola                      | asse della ruota                       | peso da trasportare                                 | manici                      | II      |
| Schiaccianoci                 | perno                                  | noce                                                | mano                        | II      |
| Sollevamento sugli avampiedi  | dita                                   | peso che grava sulla caviglia                       | muscoli gemelli             | II      |
| Braccio umano                 | gomito                                 | oggetto sorretto dalla mano                         | muscolo bicipite brachiale  | III     |
| Prendi ghiaccio               | perno                                  | cubetto di ghiaccio                                 | mano                        | III     |
| Pinzette                      | perno                                  | oggetto da prendere (ad esempio: pelo, francobollo) | dita                        | III     |
| Taglia unghie                 | perno                                  | unghia                                              | dita                        | III     |
| Badile                        | mano che tiene fermo il badile in alto | sabbia/terra                                        | braccio                     | III     |
| Pinze per i carboni ardenti   | perno                                  | oggetto da prendere (carbone ardente)               | dita                        | III     |

Il caso del remo di una barca è un tipo di leva che richiede particolare attenzione: può essere considerata come una leva di primo o secondo tipo a seconda della fase di utilizzo. Lo scalmo è il fulcro quando la pala sta per aria e la resistenza è rappresentata dal peso del remo fuori dalla barca; la pala è il fulcro quando sta immersa e quindi la resistenza (massa inerte della barca e forze di attrito) agisce sullo scalmo. Quando la pala sta per aria la leva è I tipo, quando la pala è immersa è II tipo.
Il caso della pagaia da kayak è ulteriormente complicato dal fatto che il fulcro, la resistenza e la potenza non giacciono sullo stesso asse: in un sistema di riferimento solidale alla terra infatti il fulcro è sempre l'acqua, la potenza è la sommatoria delle due mani e la resistenza è applicata alla chiglia della canoa, mentre in un sistema di riferimento solidale al kayak, il fulcro è rappresentato dalle mani.
Nel caso del sollevamento sugli avampiedi, anche se viene definita come leva di secondo genere e quindi sempre vantaggiosa, non bisogna farsi trarre in inganno a pensare che i muscoli gemelli debbano generare una forza minore rispetto al peso corporeo. Infatti, andando a calcolare la forza di reazione data dal terreno, troveremo un valore minore rispetto alla forza peso data dal corpo. Questo risultato può essere dimostrato per assurdo in maniera empirica molto semplicemente dato che, se fosse vero tale risultato, sollevandoci sugli avampiedi sopra una bilancia, dovremmo veder diminuire il nostro peso. La considerazione che la caviglia sia una leva favorevole è data dal fatto che erroneamente si considera come unica forza agente sull'articolazione la forza peso del corpo, mentre su di essa agisce anche una forza di compressione data dalla contrazione muscolare (in questo caso dalla contrazione del gastrocnemio) tale da aumentare la forza resistente agente sulla leva. In questa situazione, per poter valutare in maniera più semplice il guadagno meccanico, conviene vedere la caviglia come una leva di primo genere, con il fulcro posizionato nell'articolazione della caviglia e spostando la forza resistente sull'avampiede, con intensità pari al peso del corpo.
Il tagliaunghie, in effetti, combina solitamente ad una leva di terzo genere (la parte dello strumento che di fatto taglia l'unghia) una leva di secondo genere (la parte dello strumento su cui si agisce con le dita).